# في اف اس العالمية

في اف اس العالمية هي شركة متخصصة في إدارة التأشيرات وجوازات السفر للحكومات والبعثات الدبلوماسية. أسس زوبين كاركاريا الشركة في عام 2001 عندما كان الرئيس التنفيذي لشركة كوني للسفر. كانت الشركة تتخذ من الهند مقراً لها، ويقع مقرها الرئيسي الآن في دبي ولها مكاتب في 147 دولة. في عام 2024، عالجت الشركة أكثر من 100000 طلب يوميًا مع معالجة أكثر من 100 مليون طلب في فترة السنوات الخمس السابقة.
على مدى العقدين الماضيين، وسعت شركة في اف اس العالمية من حضورها العالمي ووسعت نطاق خدماتها للحكومات والبعثات الدبلوماسية بما في ذلك سبعة عقود عالمية من حكومات النمسا وأستراليا وأيسلندا ولاتفيا والنرويج والسويد والمملكة المتحدة. واجهت شركة في اف اس العالمية انتقادات بسبب ممارسات استغلالية مزعومة، ونقص في الشفافية، وفشل في أمن البيانات. أبلغ المتقدمون للحصول على تأشيرات من البلدان ذات الدخل المنخفض عن رحلات جوية مفقودة ورفض غير قانوني بسبب التأخير والأخطاء، بما في ذلك الفشل في مسح المستندات الرئيسية.

## التاريخ
الأصول ونموذج الإيرادات

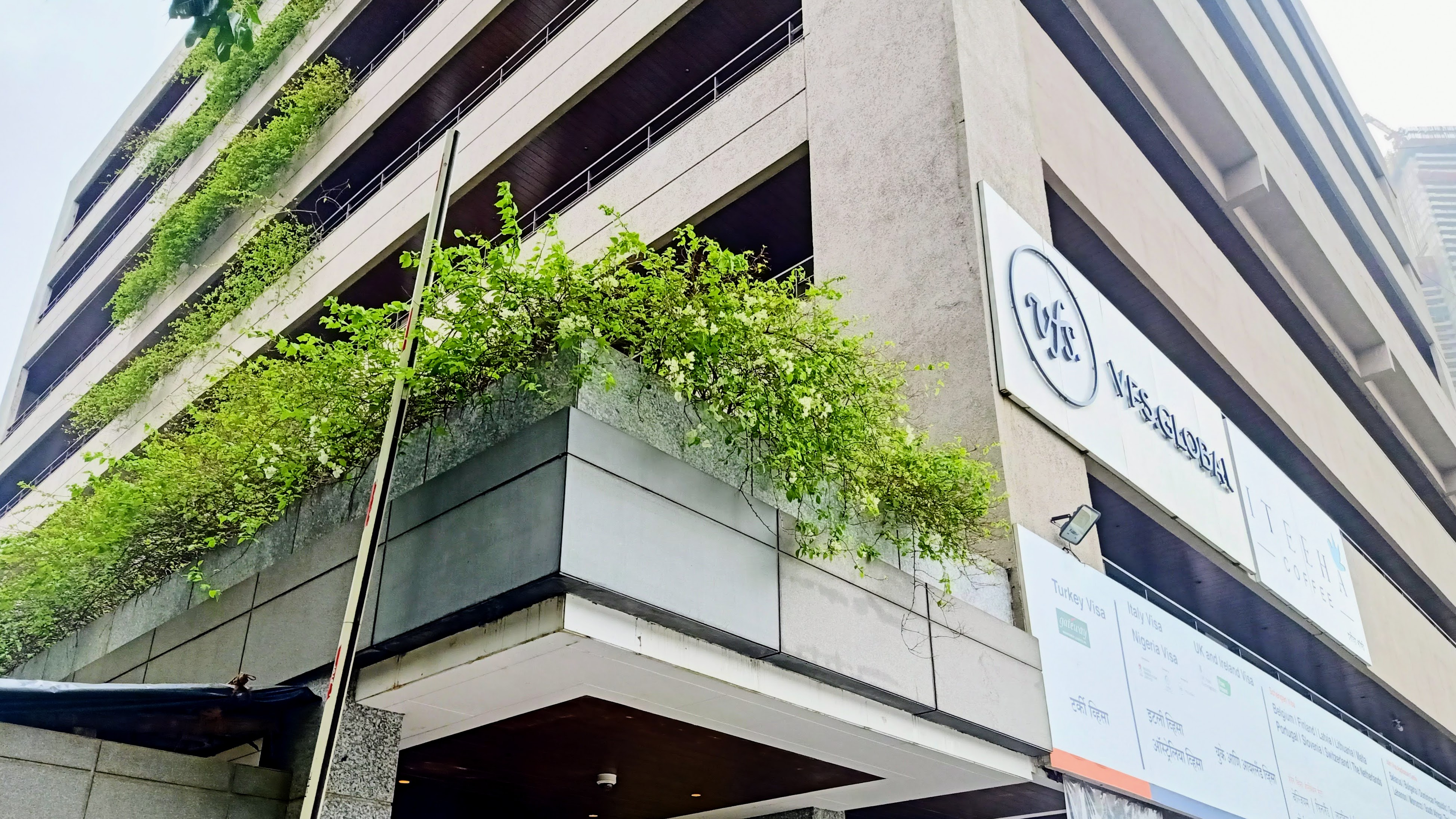
في اف اس العالمية مومباي، الهند

ابتكر زوبين كاركاريا، المؤسس، فكرة شركة في اف اس العالمية أثناء عمله مع مجموعة كوني. كان كاركاريا يؤمن بإمكانية تجنب أوقات الانتظار الطويلة في السفارة لمعالجة طلبات التأشيرة من خلال الاستعانة بمصادر خارجية للأعمال الإدارية. وسرعان ما أقنع الحكومة الأمريكية بتجربة برنامج لطالبي التأشيرة الهنود إلى الولايات المتحدة في سفارتها في مومباي. افتتحت الشركة أول مركز لمعالجة التأشيرات في مومباي في العام نفسه. في عام 2003، حصلت الشركة على عقد من الحكومة البريطانية لمعالجة طلبات التأشيرة من الهند.
بحلول عام 2007، حصلت الشركة على أول حساب عالمي لها من هيئة التأشيرات والهجرة البريطانية لعملياتها في 33 دولة. وفي غضون عام واحد من حصولها على الحساب، تلطخت صورة الشركة بسبب خرق البيانات الذي كشف عن المعلومات الحساسة لمقدمي طلبات التأشيرة البريطانية. وعلى الرغم من تكرر خرق البيانات، حصلت الشركة لاحقًا على عقد رئيسي مع المملكة المتحدة لإدارة غالبية طلبات التأشيرة البريطانية. وكان العقد بمثابة تغيير كبير في كيفية فرض رسوم على مقدمي طلبات التأشيرة إلى المملكة المتحدة لمعالجة طلباتهم.
يعود نمو الشركة في المقام الأول إلى إيراداتها من رسوم الخدمات التي يدفعها مقدمو طلبات التأشيرة مباشرةً. في عام 2009، أشارت السجلات المالية إلى أن الشركة الأم لشركة في اف اس العالمية آنذاك، شركة في اف العالمية القابضة، كانت شركة خارجية في موريشيوس، وهي ملاذ ضريبي أفريقي.
في عام 2016، تم تعيين الرئيس التنفيذي زوبين كاركاريا وسام فارس الاستحقاق الوطني لدوره في تطوير نظام تسهيل التأشيرات والمساهمة في السياحة الفرنسية.
التوسع والنمو
في أغسطس 2017، استحوذت شركة في اف اس العالمية على شركة خدمات تي تي التي تقدم خدمات التأشيرات ومقرها المملكة المتحدة مقابل مبلغ لم يتم الكشف عنه. في وقت الاستحواذ، كانت شركة خدمات تي تي تدير 51 مركزًا لتقديم طلبات التأشيرة في أكثر من 35 دولة ويعمل بها 216 موظفًا. وفي وقت لاحق من ذلك العام، في نوفمبر، وسعت شركة في اف اس العالمية خدمات التأشيرة في قبرص بإطلاق مراكز جديدة في مدن إضافية مثل ثيروفانانثابورام وجوا وجوروجرام وجايبور.
بحلول عام 2019، أبرمت شركة في اف اس العالمية شراكات مع 60 حكومة عميلة، بما في ذلك عقود استمرت لأكثر من 15 عامًا مع العديد منها.
في يناير 2019، أعلنت الشركة الأم لشركة في اف اس العالمية، إي كيو تي أب، عن نيتها بيع الشركة. في أغسطس 2019، كشف تحقيق مالي متعمق أجرته صحيفة ذي إندبندنت البريطانية أن شركة في اف اس العالمية شهدت نموًا هائلاً في السنوات الأخيرة واستخرج مساهموها 567 مليون جنيه إسترليني من خلال مدفوعات "التوزيع على المالك" وشطب القروض بين الشركات. وقد عُزي هذا النمو إلى ممارسات الشركة التجارية "الاستغلالية".
في أكتوبر 2021، استحوذت شركة بلاكستون على حصة الأغلبية في شركة في اف اس العالمية. وتظل مؤسسة كوني وهوغينتوبلر مساهمًا أقلية. قبل أكتوبر 2021، كانت الشركة مملوكة لصندوق استثمار خاص، وبصفتها شركة في اف العالمية القابضة، تم تأسيسها في ملاذ موريشيوس الضريبي الأفريقي. يشمل المستثمرون في الشركة هيئات الاستثمار الصينية والإماراتية، وصندوق معاشات الشرطة والإطفاء في ولاية أوهايو، وثيو مولر.
يقع مركز في اف اس العالمية في دبي، وقد أطلق أكبر مركز تأشيرات في العالم في مايو 2025.
ارتفاع في حجم الطلبات والعقود العالمية
في عام 2023، عالجت الشركة 24.1 مليون طلب - بزيادة قدرها 35% عن العام السابق - ليصل حجم معالجتها اليومي إلى حوالي 100,000 طلب. كما زادت الشركة قاعدة عملائها إلى 69 حكومة، وحصلت على سبعة عقود عالمية رئيسية في نفس العام. وشملت هذه العقود اتفاقيات مع المملكة المتحدة وأستراليا والنرويج والسويد ولاتفيا والنمسا. وبموجب هذه العقود، تقدم في اف اس العالمية خدمات مثل جمع البيانات الحيوية والتحقق من الهوية ومساعدة الطلبات عبر الإنترنت.
كان أحد أهم عقود الشركة لعام 2023 هو خدمات التأشيرات والجنسية البريطانية، والتي تغطي 84 دولة جديدة بالإضافة إلى 58 دولة قائمة. وتخطط الشركة لتشغيل 240 مركزًا لخدمات طلبات التأشيرات والجنسية في 142 دولة، لمعالجة طلبات التأشيرات والجنسية لما يُقدر بـ 3.8 مليون شخص سنويًا.
حصلت وزارة الداخلية الأسترالية على عقد رئيسي يغطي سبع مناطق تشمل الأمريكتين، ونهر الميكونغ، والشرق الأوسط وشمال أفريقيا، وشمال آسيا، والمحيط الهادئ، وجنوب آسيا، وجنوب شرق آسيا. وبموجب هذا الاتفاق، تشمل مسؤوليات الشركة جمع البيانات البيومترية، والتحقق من الهوية، وتقديم المساعدة الرقمية للمتقدمين عبر بوابة حساب إيمي الأسترالية. كما وُقِّعت عقود مماثلة مع وزارة العدل السويدية ووزارة الخارجية الملكية النرويجية، مما منح شركة في اف اس العالمية مسؤولية تقديم خدمات التأشيرات وتصاريح الإقامة في عشرات الدول حول العالم.
في أكتوبر 2024، وقّعت شركة تيماسيك القابضة، وهي شركة استثمارية مقرها سنغافورة، اتفاقية شراء للاستحواذ على حصة 18% في شركة في اف اس العالمية مقابل 950 مليون دولار أمريكي. وقدّرت الاتفاقية قيمة الشركة بـ 5 مليارات دولار أمريكي في حقوق الملكية و7 مليارات دولار أمريكي في الشركات.
300 مليون طلب تأشيرة
في أواخر عام 2024، أعلنت الشركة أنها عالجت ما مجموعه 300 مليون طلب تأشيرة، متجاوزةً بذلك حاجز المئة مليون طلب في السنوات الخمس السابقة وحدها. سلّط هذا الإنجاز الضوء على مسار توسع الشركة على الرغم من اضطرابات السفر العالمية في السنوات السابقة. وعلى مدار عملياتها، عالجت الشركة أيضًا أكثر من 140 مليون تسجيل بيومتري، وقدّمت 16 حلًا رقميًا لدعم منصات التأشيرة الإلكترونية لـ 12 حكومة وطنية.

## النقد والجدل
طوال وجودها خلال العقدين الماضيين، تعرضت شركة في اف اس العالمية لانتقادات شديدة من الحكومات والصحفيين الاستقصائيين وعملائها. يُزعم أن الشركة ضغطت على طالبي التأشيرات لشراء خدمات مميزة مثل الصالات المميزة. في عام 2019، غمرت وزارة الداخلية البريطانية شكاوى من عملاء تقدموا بطلبات تأشيرات باستخدام في اف اس العالمية، اتهم العديد منهم الشركة "باستغلال المتقدمين الضعفاء لتحقيق الربح". كانت غالبية هؤلاء المتقدمين من دول منخفضة الدخل، وقد "فوّتوا رحلات جوية ورُفضت طلباتهم للحصول على تأشيرات ظلماً بسبب التأخير والأخطاء الإدارية، بما في ذلك الفشل الواضح في مسح المستندات الحيوية".
خروقات البيانات
الخرق الأولي والتقاعس عن العمل
بين عامي 2005 و2007، أدى ثغرة أمنية في موقع طلبات التأشيرة الإلكتروني لشركة في اف اس العالمية التابع لوزارة الخارجية والكومنولث البريطانية إلى إتاحة العديد من طلبات التأشيرة من الهند ونيجيريا وروسيا للعامة. كان من الممكن الوصول إلى البيانات الحساسة المخزنة في خدمة في اف اس الإلكترونية بمجرد تغيير عنوان محدد موقع الموارد الموحد الخاص بموقع في اف اس الإلكتروني. وبذلك، أصبح بإمكان أي شخص الوصول إلى قاعدة بيانات طلبات التأشيرة الخاصة بالشركة، بما في ذلك "أرقام جوازات السفر المخزنة والأسماء والعناوين وتفاصيل السفر". ورغم أن الثغرة الأمنية كانت معروفة منذ ديسمبر 2005، لم تتطرق في اف اس العالمية إلى المشكلة إلا بعد تقارير إعلامية في مايو 2007.
تحقيق الحكومة البريطانية
في أعقاب هذا الاختراق للبيانات والاحتجاج الإعلامي، عيّن وزير الخارجية وشؤون الكومنولث بالمملكة المتحدة محققًا مستقلاً لكشف أسباب خرق الأمن في موقع طلب التأشيرة عبر الإنترنت لشركة في اف اس. سلط تقرير يوليو 2007 اللاحق الضوء على العديد من إخفاقات شركة في اف اس، بما في ذلك فشل شركة في اف اس في حماية البيانات الشخصية إلى المستويات المتوقعة بموجب قانون حماية البيانات في المملكة المتحدة. أوصى التقرير بعدم استئناف طلبات التأشيرة عبر الإنترنت لشركة في اف اس للطلبات الواردة من الهند.
في نوفمبر 2007، أعلن مكتب مفوض المعلومات في المملكة المتحدة أنه وجد أن العلاقة التعاقدية بين وزارة الخارجية وشركة في اف اس العالمية تنتهك التزاماتها بموجب قانون حماية البيانات لعام 1998. وطلب مكتب مفوض المعلومات من وزارة الخارجية التوقيع على بيان بأنها ستلتزم بقانون حماية البيانات ولن تعيد فتح مرفق تأشيرة في اف اس بريطانيا عبر الإنترنت. ونتيجة لهذا الحكم، راجعت وزارة الخارجية علاقتها مع المنظمة وسعت لفترة وجيزة إلى تقليل عملها الخارجي بشكل كبير، وخاصة في صناعة تكنولوجيا المعلومات.
في أعقاب هذه الحادثة، انتقدت عدة حكومات قدرات شركة في اف اس العالمية وبروتوكولاتها الأمنية الضعيفة. وتساءل فيكتور وونغ، المدير التنفيذي للمجلس الوطني الصيني الكندي: "هناك مسألة المساءلة والخصوصية، فلماذا نستعين بجهة ربحية للقيام بمهمة تندرج ضمن نطاق اختصاصنا الأمني؟".  وبالمثل، أثار ليام كليفورد، خبير الهجرة الذي يعمل لدى التأشيرات العالمية، مخاوف أمنية تتعلق بعمليات في اف اس العالمية: "بمجرد أن تُوكل هذه المهمة إلى شركات خاصة في الخارج، تفقد الحماية نفسها."
خروقات البيانات في عام 2015
خضعت أمن البيانات لدى شركة في اف اس العالمية للتدقيق مرة أخرى في يوليو 2015 عندما سمحت نماذج التأشيرة عبر الإنترنت الخاصة بها لإيطاليا لأي مستخدم بالوصول إلى المعلومات الشخصية للمتقدمين الآخرين - بما في ذلك تاريخ ميلادهم وتفاصيل جواز السفر والعناوين - إذا أدخلوا رقم هوية شخص آخر عند تسجيل الدخول إلى النظام.
مزاعم الاحتكار
يُزعم أن شركة في اف اس العالمية هي مؤسسة احتكارية تعمل في قطاع الاستعانة بمصادر خارجية للتأشيرات. وقد أدى احتكارها المزعوم إلى مشاكل تتعلق بأسعار طلبات التأشيرة الباهظة، كما أثار مخاوف في مجالات التعامل المركزي مع المستندات وأمن المحتوى.
في يونيو 2014، حققت لجنة المنافسة في جنوب إفريقيا مع الشركة بشأن مزاعم الهيمنة على سوق خدمات دعم التأشيرات للسفارات الأجنبية. وأوصت اللجنة بإجراء المزيد من التحقيقات مع الشركة. وفي بيان إلى برلمان الاتحاد الأوروبي في يوليو 2018، أنكرت شركة في اف اس العالمية أن شركتها تعمل كاحتكار، على الرغم من أن بيانها المعد لم يذكر أي شركات خارجية تتنافس معها للفوز بالعقود.
اتهامات الابتزاز
في عام 2019، اتهمت لجنة الشؤون الداخلية التابعة للحكومة النيجيرية شركة في اف اس العالمية "بابتزاز" و"إساءة معاملة" المتقدمين للحصول على تأشيرات من الفئات الضعيفة في الدول النامية مثل نيجيريا. بالإضافة إلى ذلك، وضعت الحكومة الشركة قيد التحقيق بسبب "مزاعم الهيمنة المسيئة على السوق وإجراءات العطاءات غير القانونية، مما أدى إلى أسعار مبالغ فيها لطلبات التأشيرة ورسوم خفية".
خدمة باللغة الإنجليزية فقط في كندا
في مارس 2023، واجهت شركة في اف اس العالمية انتقادات لاشتراطها على المتقدمين الناطقين بالفرنسية للحصول على الإقامة الدائمة في كندا الرد باللغة الإنجليزية فقط، على الرغم من أنها ملزمة قانونًا بتقديم الخدمات باللغتين الرسميتين في كندا. ووصف وزير كيبيك، جان فرانسوا روبيرج، هذا بأنه "غير مقبول على الإطلاق" و"يجب أن يتمكن جميع المواطنين من التواصل مع الحكومة الفيدرالية باللغة التي يختارونها". ولم تعتذر شركة في اف اس العالمية عن الحادثة.